# Czeslaw Lukaszewicz
Czeslaw „Luka“ Lukaszewicz (* 28. April 1964) ist ein ehemaliger kanadischer Radrennfahrer und heutiger Sportlicher Leiter.
1991 gewann Czeslaw Lukaszewicz das kanadische Etappenrennen  Tour de Beauce. Von 1992 bis 2001 war er, mit Unterbrechungen, Profi-Radrennfahrer. In dieser Zeit wurde er viermal – 1994, 1997, 1999 und 2000 – kanadischer Meister im Straßenrennen und ist damit Rekordhalter. Er startete 2000 bei den Olympischen Spielen in Sydney im Straßenrennen, gab aber auf.
Seit 2011 ist Lukaszewicz Sportlicher Leiter der „Équipe Prud'Homme/Iga Team“, fährt aber auch weiterhin selbst Rennen.